# 杵築市立八坂小学校
杵築市立八坂小学校（きつきしりつ やさかしょうがっこう）は、大分県杵築市にある公立小学校。

## 概要
北・西側に山地を控え、山香町より流れる八坂川がほぼ校区の中央部を東流する杵築市の西部の田園地帯に位置している。また、校区からは古代人にとって住みやすい環境であったらしく多くの古墳が発見されている。
校区の通学路には3本の県・市道があり、それぞれ交通量は増加している。学校前の県道藤原 - 杵築線は、市内との幹線道路であり、朝夕の自動車等の通行量は極めて多くなっています。国道213号と結ばれている相原 - 熊丸線、上野田 - 友清線は、日出・別府・大分方面へのバイパスとして、最近通行量が非常に多くなっている。児童の交通安全教育について特に気を配り、交通安全教室・登下校指導等、保護者や地域住民と連携して取り組んでいる。

## 沿革
- 1874年（明治7年）4月12日 - 八坂簡易学校[1]創設、同年に日野簡易学校[2]創設。
- 1875年（明治8年） - 八坂簡易学校は大左右の鳥ヶ瀬に分教場[3]を設置。
- 1876年（明治9年）1月29日 - 八坂簡易学校が許可を受けて正式に開校。
- 1885年（明治18年） - 八坂簡易学校を八坂尋常小学校と改称、日野簡易学校を八水尋常小学校と改称[4]。
- 1896年（明治29年）9月1日 - 八坂尋常小学校は新築移転[5]。
- 1908年（明治41年） - 学制改革義務教育6年制[6]。
- 1909年（明治42年）2月11日 - 八水尋常小学校で八坂村青年会発会式。
- 1909年（明治42年）11月14日 - 学齢児童の就学出席歩合が「優等」につき表彰される。（八坂尋常小）
- 1916年（大正5年）2月25日 - 八坂尋常小学校と八水尋常小学校を統合、八坂尋常高等小学校[7]と改名。
- 1918年（大正7年）5月25日 - 八坂2782番地の1に新校舎落成、高等科3年新設[8]。
- 1929年（昭和4年）5月10日 - 講堂落新築成式。
- 1930年（昭和5年） - 高等科3年廃止。
- 1931年（昭和6年） - 農業補習学校女子部附設[9]。この年に電話架設。
- 1935年（昭和10年） - 青年学校併設[10]。
- 1939年（昭和14年） - 県指定理科教育研究校として2年次の発表をする。
- 1941年（昭和16年）4月1日 - 国民学校令[11]により八坂村立八坂国民学校と改称。5月に挺身隊結成式、報國農場鍬入式を挙行。
- 1942年（昭和17年） - 県指定算数教育研究校。
- 1943年（昭和18年） - 県指定算数教育研究校。
- 1947年（昭和22年）4月30日 - 学制改革により高等科廃止・八坂村立八坂小学校と改称。
  - 7月には保護者会を結成。
- 1948年（昭和23年）10月10日 - 保護者会を発展的に解消、PTA発足。
- 1949年（昭和24年）12月5日 - 県指定放送教育の研究発表会を実施。
- 1954年（昭和29年）6月10日 - 新校舎8教室新築、落成。
- 1955年（昭和30年）4月1日 - 町村合併・市制施行・杵築市立八坂小学校と改称。
  - 7月8日 - 新校舎6教室新築。
- 1965年（昭和40年）3月8日 - 創立50周年記念式典挙行・給食室新築・給食開始。
- 1970年（昭和45年）1月31日 - 体育館落成。
- 1974年（昭和49年）8月1日 - プール完成。
- 1985年（昭和60年）5月1日 - 新校舎新築落成。
- 1994年（平成6年）3月25日 - 2教室増築落成。
- 2012年（平成24年）4月23日 - 新体育館落成式。
- 2014年（平成26年）10月11日 - 創立100周年記念式典挙行。[12]

## 通学区域
- 八坂（中ノ原区を除く）、本庄（中ノ原区を除く）、相原、中、日野[13]

## 進学先中学校
- 杵築市立宗近中学校

## アクセス
- 九州旅客鉄道（JR九州）日豊本線杵築駅下車徒歩約15分
- 大分交通Gp八坂下車徒歩約5分
- 杵築市コミュニティバス八坂地区公民館前下車徒歩約10分

## 杵築市立小学校一覧 及び 公式ホームページへのリンク
- 杵築市立護江小学校
- 杵築市立豊洋小学校
- 杵築市立大内小学校
- 杵築市立杵築小学校
- 杵築市立東小学校

- 杵築市立八坂小学校
- 杵築市立北杵築小学校
- 杵築市立東山香小学校
- 杵築市立山香小学校
- 杵築市立立石小学校

- 杵築市立上小学校
- 杵築市立山浦小学校
- 杵築市立向野小学校